# Ralph Philip Boas Jr.
Ralph Philip Boas Jr. (8 de agosto de 1912 – 25 de julho de 1992) foi um matemático, professor e editor de periódico norte-americano. Ralph escreveu mais de 200 artigos, principalmente nos campos da análise real e complexa.

## Biografia
Ele nasceu em Walla Walla, Washington, filho de um professor de inglês em Whitman College, mas frequentemente tinha que se mudar quando era criança; sua irmã mais nova, Marie Boas Hall, que se tornaria mais tarde uma historiadora da ciência, nasceu em Springfield, Massachusetts, onde seu pai tinha se tornado um professor de ensino médio. Ele foi educado em casa até os oito anos, quando entrou para a educação formal no sexto ano, e se graduou do ensino médio quando tinha apenas 15 anos. Após uma pausa nos estudos para auditar aulas em Mount Holyoke College (onde seu pai se tornara professor universitário), ele entrou para Havard, pretendendo cursar química e ir para medicina, mas, em vez disso, acabou indo estudar matemática. Sua primeira publicação de matemática foi escrito enquanto ainda era um estudante, após descobrir uma prova incorreta em um outro artigo. Ele conseguiu o seu título de Bachelor of Arts em 1933, recebeu uma bolsa por um ano de viagem e voltou a Harvard para seus estudos de doutorado em 1934, terminando-o em 1937, sob a revisão de David Widder.
Depois de seus estudos de pós-doutorado na Universidade de Princeton com Salomon Bochner, e então na Universidade de Cambridge na Inglaterra, ele começou uma instrução de dois anos na Universidade Duke, onde ele conheceu sua futura esposa, Mary Layne, também uma instrutora em Duke. Eles se casarem em 1941, e quando os Estados Unidos entraram na Segunda Guerra Mundial, mais tarde naquele mesmo ano, Boas se mudou para a Escola de Pré-voo da Marinha em Chapel Hill, Carolina do Norte. Em 1942, ele se candidatou para uma posição no Projeto Manhattan, no Laboratório Nacional de Los Alamos, mas acabou retornando para Harvard para lesionar lá num programa de instrução da Marinha, enquanto que sua esposa lesionava na Universidade Tufts.
Iniciando quando ele era um instrutor na Universidade Duke, Boas se tornou um revisor prolífico para a revista Mathematical Reviews, e no fim da guerra ele tomou a posição como editor em tempo integral. No ano acadêmico 1950–1951 ele conseguiu uma Bolsa Guggenheim. Em 1950 ele se tornou professor de matemática na Universidade do Noroeste, sem ter previamente sido um professor assistente ou associado; sua esposa se tornou professora de física na Universidade DePaul, devido às regras anti-nepotismo na Noroeste. Ele continuou nessa universidade até sua retirada em 1980, e ele foi cátedra durante 1957 a 1972. Ele foi presidente da Mathematical Association of America de 1973 a 1974, e como presidente ele lançou a série de livros Dolciani Mathematical Expositions. Ele também foi editor da American Mathematical Monthly de 1976 a 1981. Ele continuou seus trabalhos matemáticos após sua retirada, como, por exemplo, co-editor (com George Leitmann) de Journal of Mathematical Analysis and Applications de 1985 a 1991.
Junto com sua educação matemática, Boas aprendeu diversas línguas: latim na escola secundária júnior, francês e alemão na escola secundária, grego em Mount Holyoke, sânscrito enquanto era estudante de Harvard, e mais tarde aprendeu por conta própria russo enquanto estava na Universidade Duke.
Harold P. Boas, filho de Boas, também é um matemático notável.